# Traian (Olt)
Pour les articles homonymes, voir Traian.
Traian est une commune du județ d'Olt en Roumanie.